# Pennsylvanium
| ❮ | System      | Subsystem     | Serie                   | Stufe        | ≈ Alter (mya) |
| ❮ | später      | später        | später                  | später       | jünger        |
| - | ----------- | ------------- | ----------------------- | ------------ | ------------- |
| ❮ | K a r b o n | Pennsylvanium | Oberes Pennsylvanium    | Gzhelium     | 298,9 ⬍ 303,7 |
| ❮ | K a r b o n | Pennsylvanium | Oberes Pennsylvanium    | Kasimovium   | 303,7 ⬍ 307   |
| ❮ | K a r b o n | Pennsylvanium | Mittleres Pennsylvanium | Moskovium    | 307 ⬍ 315,2   |
| ❮ | K a r b o n | Pennsylvanium | Unteres Pennsylvanium   | Bashkirium   | 315,2 ⬍ 323,2 |
| ❮ | K a r b o n | Mississippium | Oberes Mississippium    | Serpukhovium | 323,2 ⬍ 330,9 |
| ❮ | K a r b o n | Mississippium | Mittleres Mississippium | Viséum       | 330,9 ⬍ 346,7 |
| ❮ | K a r b o n | Mississippium | Unteres Mississippium   | Tournaisium  | 346,7 ⬍ 358,9 |
| ❮ | früher      | früher        | früher                  | früher       | älter         |

Das Pennsylvanium (früher auch Oberkarbon) ist in der Erdgeschichte ein chronostratigraphisches Subsystem des Karbon. Es begann geochronologisch vor etwa 323.2 Millionen Jahren und endete vor etwa 298.9 Millionen Jahren. Es folgt auf das Mississippium-Subsystem des Karbon und wird von der Cisuralium-Serie des Perm abgelöst.

## Namensgebung und Geschichte
Das Pennsylvanium ist nach dem US-Bundesstaat Pennsylvania benannt. 1891 stellte H. S. Williams den kalkreichen Schichten des Mississippium die kohlereichen Schichten des Pennsylvanium gegenüber. 2004 wurde es als Subsystem des Karbon durch die International Commission on Stratigraphy (ICS) und International Union of Geological Sciences (IUGS) ratifiziert.

## Definition und GSSP
Die untere Grenze der Serie und der Bashkirium-Stufe ist durch das Erstauftreten der Conodonten-Art Declinognathodus nodiliferus s. l. definiert. Die Obergrenze bildet das Erstauftreten der Conodonten-Art Streptognathodus isolatus. Das offizielle Referenzprofil der Internationalen Kommission für Stratigraphie („Global Stratotype Section and Point“, GSSP) für das Pennsylvanium und das Bashkirium ist ein Profil in der Battleship-Wash-Formation im Arrow Canyon (Nevada, USA).

## Untergliederung
Das Pennsylvanium wird heute in drei internationale Serien (Unter-, Mittel- und Oberpennsylvanium) und in vier internationale chronostratigraphische Stufen unterteilt:
- System: Karbon (358.9–298.9 mya)
  - Subsystem: Pennsylvanium (früher Oberkarbon) (323.2–298.9 mya)
    - Serie: Oberpennsylvanium (307–298.9 mya)
      - Stufe: Gzhelium (303.7–298.9 mya)
      - Stufe: Kasimovium (307–303.7 mya)

    - Serie: Mittelpennsylvanium (315.2–307 mya)
      - Stufe: Moskovium (315.2–307 mya)

    - Serie: Unterpennsylvanium (323.2–315.2 mya)
      - Stufe: Bashkirium (323.2–315.2 mya)

  - Subsystem: Mississippium (früher Unterkarbon) (358.9–323.2 mya)

## Regionale Gliederung
In Europa wurde das Karbon in Dinantium („Unterkarbon“) und Silesium („Oberkarbon“) unterteilt; die Grenze Unter-/Oberkarbon stimmt jedoch nicht mit der internationalen Mississippium-/Pennsylvanium-Grenze überein. Auch endet das Silesium vor der internationalen Karbon-Perm-Grenze. Das Silesium wurde in die Stufen Namurium, Westfalium und Stefanium unterteilt.

## Geologie
Das Pennsylvanium ist gekennzeichnet durch den Zusammenstoß des Südkontinents Gondwana mit dem Laurussia genannten Nordkontinent. Dabei entstand ein entlang der Kollisionszone ein ausgedehnter Faltengebirgsgürtel, der als Herzynisches System bezeichnet wird und dessen geologische Überreste heute noch u. a. in Form der Appalachen in Nordamerika und der Variszischen Massive (z. B. Zentralmassiv, Rheinisches Schiefergebirge, Böhmische Masse) in Europa existieren. Diese Kollision war eine der letzten Phasen der Formierung des Superkontinentes Pangaea, die mit der Angliederung Sibirias im Perm vollendet war.
Die Vorlandsenken des Herzynischen Systems nahmen große Mengen an Sedimenten auf. Da sie sich in etwa entlang des Äquators erstreckten, gediehen dort durch das feuchtwarme Klima üppige Wälder, wodurch sich zusammen mit den Sedimenten viel Biomasse ansammelte. Diese Biomasse wurde im weiteren Verlauf der Erdgeschichte zu den Steinkohlelagerstätten umgewandelt, welche die Basis für die industrielle Revolution in Europa und Nordamerika im späten 19. Jahrhundert bildeten.